# Ambrosiaanse gezangen
De Ambrosiaanse gezangen, voor het eerst geïntroduceerd in de Westerse Kerk door de bisschop Ambrosius van Milaan, duiden op een wijze om hymnen te zingen. Deze zangwijze kenmerkt de Milanese of Ambrosiaanse liturgie sinds het jaar 386.
Daterend uit de late 4e eeuw is het de oudste vorm van kerkelijke liturgische zangkunst.
Hoewel de Ambrosiaanse zang veel overeenkomsten vertoont met het gregoriaans, heeft zij muzikaal gezien een eigen karakter. Ambrosiaanse gezangen zijn meer gevarieerd in lengte, ambitus, en structuur. Aannemelijk zitten er Oosterse invloeden verweven in de muziek.
Karel de Grote en zijn opvolgers streefden ernaar om onder andere deze regionale variant de kop in te drukken, wat niet helemaal lukte.
Melodieën konden pas veel later schriftelijk worden vastgelegd, zodat geen absolute zekerheid bestaat over de wijze waarop hymnen in Ambrosius’ tijd werden gezongen.